# Max Litchfield
Max Robert Litchfield (Pontefract, 4 de marzo de 1995) es un deportista británico que compite en natación, especialista en el estilo combinado. Su hermano Joe compite en el mismo deporte.
Ganó una medalla de plata en el Campeonato Mundial de Natación de 2024, una medalla de plata en el Campeonato Mundial de Natación en Piscina Corta de 2016, tres medallas en el Campeonato Europeo de Natación, en los años 2018 y 2021, y una medalla de oro en el Campeonato Europeo de Natación en Piscina Corta de 2019.
Participó en dos Juegos Olímpicos de Verano, ocupando el cuarto lugar en Río de Janeiro 2016 y el quinto en Tokio 2020, en la prueba de 400 m estilos.

## Palmarés internacional
| Campeonato Mundial                  | Campeonato Mundial    | Campeonato Mundial | Campeonato Mundial |
| Año                                 | Lugar                 | Medalla            | Prueba             |
| ----------------------------------- | --------------------- | ------------------ | ------------------ |
| 2024                                | Doha (Catar)          | Medalla de plata   | 400 m estilos      |
| Campeonato Mundial en Piscina Corta |                       |                    |                    |
| Año                                 | Lugar                 | Medalla            | Prueba             |
| 2016                                | Windsor (Canadá)      | Medalla de plata   | 400 m estilos      |
| Campeonato Europeo                  |                       |                    |                    |
| Año                                 | Lugar                 | Medalla            | Prueba             |
| 2018                                | Glasgow (Reino Unido) | Medalla de plata   | 400 m estilos      |
| 2018                                | Glasgow (Reino Unido) | Medalla de bronce  | 200 m estilos      |
| 2021                                | Budapest (Hungría)    | Medalla de bronce  | 400 m estilos      |
| Campeonato Europeo en Piscina Corta |                       |                    |                    |
| Año                                 | Lugar                 | Medalla            | Prueba             |
| 2019                                | Glasgow (Reino Unido) | Medalla de oro     | 400 m estilos      |